# Alloxysta consobrina
Alloxysta consobrina är en stekelart som först beskrevs av Zetterstedt 1840.  Alloxysta consobrina ingår i släktet Dilyta, och familjen glattsteklar. Arten är reproducerande i Sverige.